# 312

## Esdeveniments
- Verona (Itàlia): Constantí I el Gran assetja i conquesta la ciutat en la seva marxa per controlar tota la península Itàlica.
- 28 d'octubre - Pont Milvi (Roma): En la batalla que du el nom d'aquest pont sobre el Tíber, Constantí derrota Maxenci i el fa ofegar en el riu.
- Roma: Constantí dissol el cos de la Guàrdia Pretoriana.
- Alexandria (Egipte): Sant Alexandre és nomenat patriarca de la ciutat.

## Necrològiques
- Salona (Dalmàcia): Dioclecià, emperador romà retirat.
- 28 d'octubre - Pont Milvi (Roma): Maxenci, emperador romà, ofegat al Tíber.
- Ancira (Galàcia): Sant Climent, bisbe, màrtir.
- 28 d'octubre - Pesaro (Itàlia): Sants Decenci i Germà, màrtirs.
- 26 de novembre - Alexandria (Egipte): Pere I, bisbe de la ciutat, decapitat.
- Samòsata (Síria): Llucià d'Antioquia, teòleg, torturat.